# Chen Jianhua
Chen Jianhua (chino: 陈建华, pinyin: Chén Jiànhuá; Lufeng, 1956 - ) es un político chino. Alcalde de Cantón, China.

## Biografía
Chen Jianhua nació en enero de 1956, en el poblado de Lufeng, Shanwei, Cantón. 
Es el actual Alcalde de Cantón en la República Popular China. Chen fue nombrado Alcalde interino, el 20 de noviembre de 2011 luego de la renuncia Wan Qingliang. Fue elegido Alcalde el 11 de enero de 2012.